# MKKS

## وصف
MKKS‏ (McKusick-Kaufman syndrome) هوَ بروتين يُشَفر بواسطة جين MKKS في الإنسان.
يُشفِّر هذا الجين بروتينًا يُشبه تسلسله سلسلة بروتينات شابيرونين. قد يكون لهذا البروتين المُشفَّر دورٌ في معالجة البروتينات في نمو الأطراف والقلب والجهاز التناسلي. لُوحظت طفرات في هذا الجين لدى مرضى مُصابين بمتلازمة باردت بيدل من النوع السادس ومتلازمة ماكوسيك كوفمان. وقد حُدِّدَت نسختان مُتغيِّرتان تُشفِّران البروتين نفسه لهذا الجين.